# Hans Falc
Hans (Hansi) Falc (Jan Vobruba) (* 1968, Tábor) je sklářský výtvarník žijící po okupaci Československa od roku 1968 ve Švédsku.

## Život a dílo
Hans Falc se narodil jako Jan Vobruba v Táboře, ale vyrostl ve Švédsku, kam jeho otec Milan Vobruba emigroval s celou rodinou po okupaci Československa vojsky Varšavské smlouvy roku 1968. Absolvoval sklářskou školu v Orrefors a vyučil se v dílně svého otce v Gusumu, kde od roku 1990 spolupracoval také s Františkem Schauerem. Roku 1992 se zúčastnil kursu technik taveného skla pod vedením britské výtvarnice Tessy Clegg v ateliéru Björna Sterna, Lövbo. Ve Švédsku si změnil jméno na Hans Falc. V Gusumu, kde pracuje jeho otec, si vybudoval vlastní ateliér.
Pracuje především s foukáním skla, ale je obeznámen s dalšími horkými technikami zpracování skla jako je tavení ve formě, ztavování a lehání nebo laminování skla. Užívá také tradiční švédskou techniku graal, při které se povrch foukaného skla maluje emaily a kysličníky kovu a potom překryje další vrstvou skla a znovu rozfoukne.
Námětem jeho děl je často historie lidstva a starověké civilizace a jeho osobní interpretace křesťanství, která se vyznačuje sociálně kritickými až ironickými prvky. Stejně jako u jeho otce se Falcova díla často spojují s nějakým lidským příběhem. Falc často vystavuje ve Švédsku i v Německu, kde roku 1998 obdržel v Münsteru ocenění.

### Autorské výstavy (výběr)
- 1987 Galerie Ikaros, Göteborg
- 1991 Halmstad, Stockholm
- 1992 Uddevalla, Hannover, Linköpping
- 1993 Stockholm
- 1998 Glasplastik und Garten, Münster[2]
- 2004 Muzeum skla Riihimäki, Finsko
- 2005 Stockholm
- 2006 Östran
- 2014 Mezinárodní trienále skla a bižuterie JABLONEC 2014[3]